# The Pierces
The Pierces es una banda de folk rock fundada en Nueva York, Estados Unidos. La banda está compuesta por las hermanas Pierce, Allison Margaret Pierce (nacida el 23 de julio de 1975) y Catherine Eleanor Pierce (nacida el 11 de septiembre de 1977).

## Biografía

### Infancia
Las hermanas Pierce nacieron con dos años de diferencia en Birmingham, Alabama. Ellas viajaban frecuentemente y recibieron educación en el hogar por sus padres hippies. Su padre había sido guitarrista en varias bandas, mientras que su madre era pintora. Expuestas a la música y el arte desde pequeñas, las hermanas Pierce crecieron escuchando a Joni Mitchell y Simon & Garfunkel. De pequeñas, ellas fueron animadas a explorar su lado creativo, el cual explorarían con diversas presentaciones en fiestas, bodas e iglesias. Allison comenzó a bailar a sus tres años, y luego ambas se harían hábiles bailarinas.

### Carrera musical
Mientras ellas asistían a la Universidad Auburn, un amigo envió una cinta a una discográfica en Nashville. Esto eventualmente resultó en su álbum del debut The Pierces (2000). El álbum contaba con armonías folclóricas y canciones del género "adult alternative". En una entrevista en 2004, Allison Pierce comentó que el álbum "se perdió en medio de la confusión". Allmusic atribuye la poca recepción del mismo debido al "nulo apoyo por parte de la compañía".
El 10 de agosto de 2005, fue lanzado su segundo álbum Light of the Moon' por medio de Universal. El álbum fue producido por Brian Sperber e incluyó 11 pistas que las hermanas Pierce también escribieron o coescribieron.

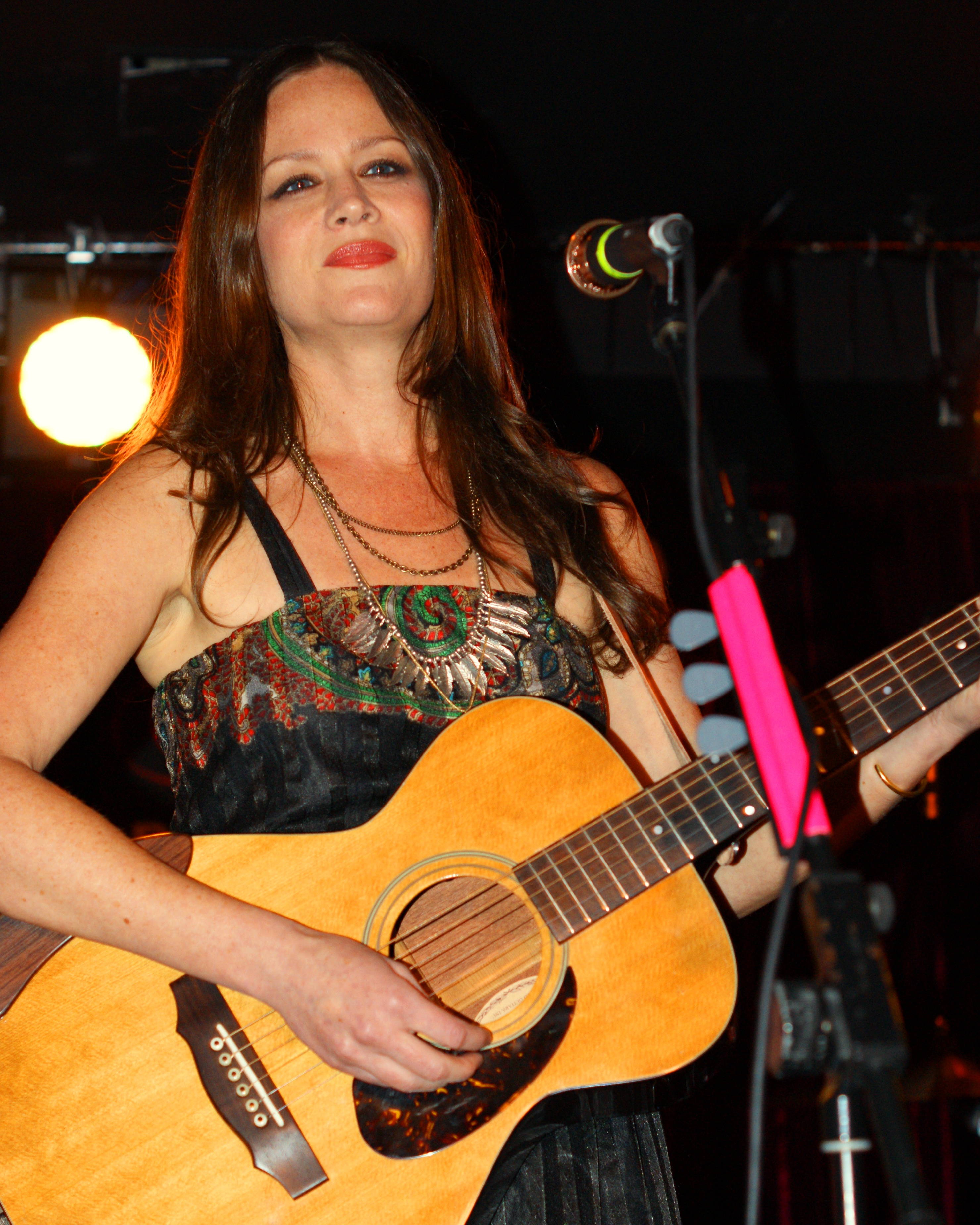
Allison Pierce, 2011

El 20 de marzo de 2007, su tercer álbum Thirteen Tales of Love and Revenge fue lanzado en Estados Unidos. Producido por Roger Greenawalt (Nils Lofgren, Radish, Ben Kweller), el álbum obtuvo realmente buenas críticas, particularmente por el sencillo "Boring", el cual hace parodias a las celebridades de la alta sociedad. El álbum tiene un estilo más oscuro y profundo, a veces usando diversos instrumentos como el acordeón, calíope, fagot, sitar, etc. Eso marca un cambio definitivo en la dirección de la banda, la cual hasta el momento había sido reconocida como de folk rock.
En una entrevista con Rolling Stone, luego de haber sido elegidas como artista del momento, revelaron que el álbum "era un último intento"; por ello, ellas lo hicieron de forma espontánea y se divirtieron.
El 5 de diciembre de 2007, The Pierces aparecieron en la serie de televisión de CW, Gossip Girl, tocando sus canciones "Secret" y "Three Wishes".
El 21 de agosto de 2008, "Secret" apareció promocionalmente en la apertura del show Dexter. En mayo del 2009, el Dutch channel Net 5 usó "Secret" de promoción para sus shows de fantasía Charmed y Ghost Whisperer. También aparece como la canción de inicio de la serie original ABC Family, basada en la saga de libros de Sara Shepard, Pretty Little Liars. Secret también fue tocada durante los créditos finales en la película "ExTerminators."
El dúo apareció en el tercer álbum de The All-American Rejects', When The World Comes Down, en el tema  "Another Heart Calls". Ellas cantaron la canción en vivo con la banda The All-American Rejects en julio de 2009 en la lista de Myspace en Dallas, Texas.
El sencillo "Secret", es la canción principal del exitoso show de televisión Pretty Little Liars, este tema fue sugerido por una de las estrellas principales del show Ashley Benson.
El 23 de octubre de 2010, el grupo tuvo una aparición especial en el show de televisión Later... with Jools Holland. En diciembre de 2010, las hermanas y su banda salieron de gira con la cantante Lissie como su acto de apertura. Ellas también cantaron en vivo en el show de la cadena ITV1 Lorraine en marzo de 2011 mientras promocionaban su nuevo sencillo "Glorious".

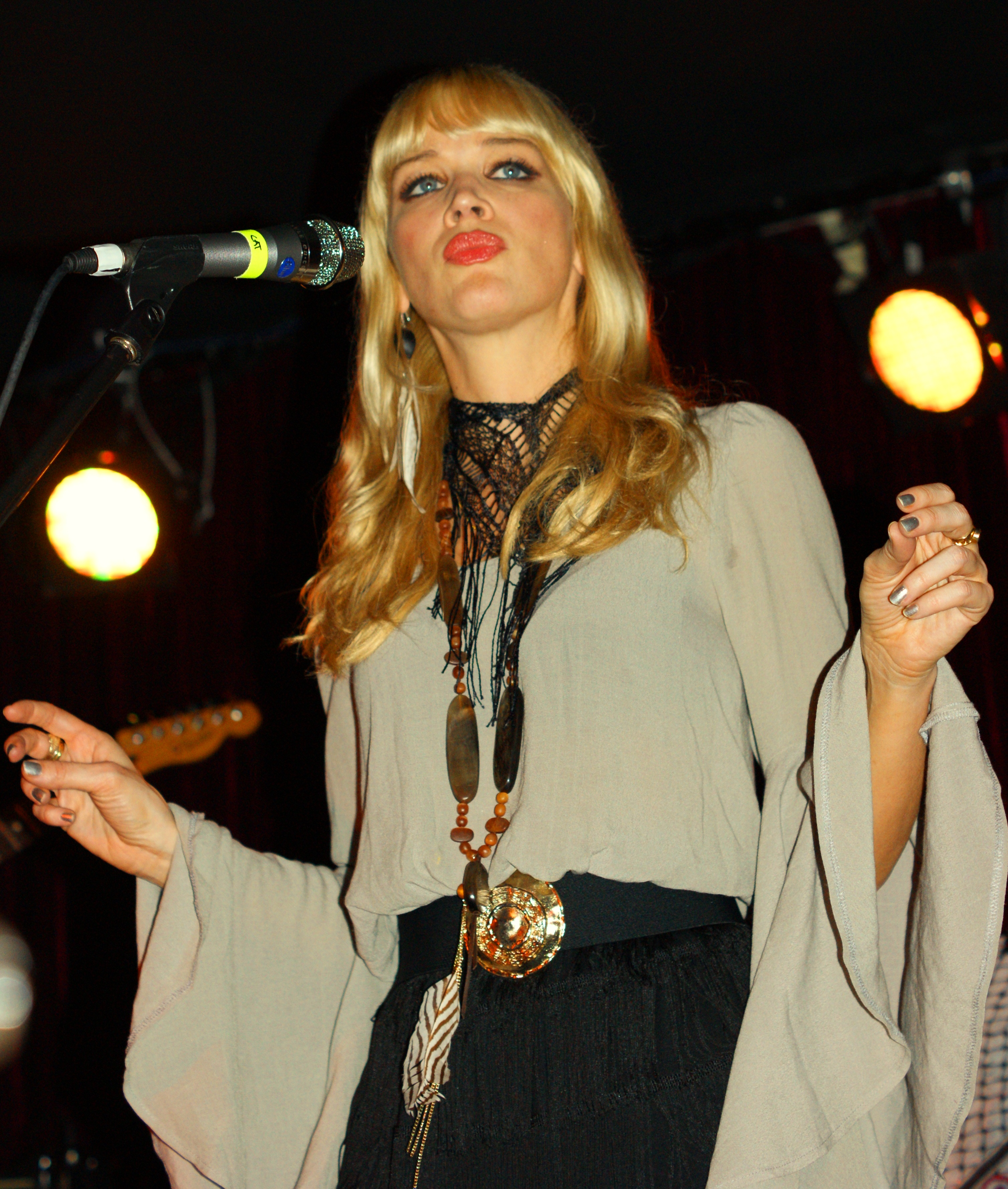
Catherine Pierce, 2011

## Miembros
Allison Pierce: Voz y guitarra acústica.

Catherine Pierce: Voz y percusión.

## Discografía

### Álbumes de estudio
| Título del álbum                   | Detalles                                                                                               | Posiciones en la tabla | Posiciones en la tabla | Certificaciones |
| Título del álbum                   | Detalles                                                                                               | US Heat                | UK                     | Certificaciones |
| ---------------------------------- | --- | ---------------------- | ---------------------- | --------------- |
| The Pierces                        | - Lanzamiento: 24 de octubre de 2000 - Discográfica: Sony Music Entertainment - Género: Folk rock, pop | —                      | —                      |                 |
| Light of the Moon                  | - Lanzamiento: 25 de enero de 2005 - Discográfica: Universal - Género: Folk rock, pop                  | —                      | —                      |                 |
| Thirteen Tales of Love and Revenge | - Lanzamiento: 20 de marzo de 2007 - Discográfica: Lizard King Records - Género: Folk rock, Pop        | 25                     | —                      |                 |
| You & I                            | - Lanzamiento: 23 de mayo de 2011 - Discográfica: Polydor Records - Género: Folk rock, pop             | —                      | 4                      | - UK: Oro       |

### Extended plays
- Love You More EP (Lanzamiento: 25 de octubre de 2010)
- You'll Be Mine EP (Lanzamiento: 7 de marzo de 2011)
- iTunes Festival London 2011 (Lanzamiento: 20 de julio de 2011)

### Singles
| Año  | Single           | Máxima posición en la tabla | Álbum   |
| Año  | Single           | UK                          | Álbum   |
| ---- | ---------------- | --------------------------- | ------- |
| 2011 | "You'll Be Mine" | 46                          | You & I |
| 2011 | "Glorious"       | 176                         | You & I |

### Videoclips
- "A Way to Us"
- "Boring"
- "Sticks and Stones"
- "Secret (Slideshow)"
- "Turn On Billie"
- "Secret"
- "Love You More"
- "You'll Be Mine"
- "We Are Stars"
- "Glorious"
- "It Will Not Be Forgotten"
- "Kissing You Goodbye"
- "I Put Your Records On" (Lanzada el 5 de marzo de 2012 en Youtube)
- "Creation"
- "Kings"
- "The Devil Is A Lonely Night"
- "Believe In Me"